# Maison Cauchie
La Maison Cauchie, œuvre de Paul Cauchie, est l'un des chefs-d’œuvre de l'Art nouveau à Bruxelles (Etterbeek), rue des Francs, en bordure du parc du Cinquantenaire. Construite en 1905, probablement en collaboration avec son ami l'architecte Édouard Frankinet, elle a été sauvée de la disparition par Guy Dessicy et son épouse, Léona.

## Description

### Une façade publicitaire
Paul Cauchie n’est pas le seul architecte à avoir construit sa propre maison. Mais, en fait,  il n’en a pas construit beaucoup d’autres. Cette maison est un manifeste où l’artiste « d’avant-garde » et sa femme peintre Caroline Voet, surnommée Lina (1875-1969), affirment leurs goûts, et se servent de la maison comme panneau publicitaire pour diffuser et vendre leur talent.  
La maison Cauchie est très linéaire et géométrique. Les matériaux nobles, typiques de l’architecture art nouveau, sont ici remplacés par un crépi qui enduit la façade à la manière d’une toile de tableau. La pierre bleue est réservée au soubassement tandis que des colonnettes (intégralement en bois sauf deux qui sont renforcées de fonte[réf. souhaitée]) supportent le perron du rez-de-chaussée.
Les sgraffites, composés de motifs stylisés bien distincts, témoignent d’un amour pour le travail soigné et maîtrisé. La surface picturale est centrée entre les pilastres latéraux tandis que des bandes plates verticales sont prolongées par les montants en bois des balustrades. Une cariatide, aux bras levés soutient un cartouche « Par nous, pour nous », véritable profession de foi dans une démarche artistique personnalisée qui s’étend de la façade à la décoration intérieure, entièrement conçue par le couple d’artistes. Autour de la fenêtre ronde du dernier étage, un groupe de femmes représentent l’architecture, les beaux-arts et les arts appliqués.
Les profilés plats et les plaques en fer plein des balustrades, les formes géométriques ou la répétition de certains motifs comme les roses stylisées témoignent de l’influence qu’exerce sur l’artiste un autre courant, plus moderne, de l’art nouveau incarné par l’école de Glasgow de Charles Rennie Mackintosh ou encore de la Sécession viennoise. L’importance de la décoration peinte intérieure, comme insérée entre les verticales des meubles et des boiseries, participent de la même inspiration.

## Historique
Défigurée à une époque par ses occupants qui n'hésitent pas à recouvrir les sgraffites de papier peint, puis abandonnée après la mort du couple Cauchie, la maison faillit être remplacée par un quelconque immeuble à appartements en 1971. Sous la pression des défenseurs du patrimoine, elle est classée avant d’être patiemment restaurée par ses nouveaux propriétaires, Guy et Léona Dessicy.  
Au cours d’une discussion, en 1979, avec Guy Dessicy, Hergé avait émis l’idée de transformer la Maison Cauchie en musée Tintin. Le projet n’aboutit pas malgré leurs efforts, mais quelques années plus tard vint l’idée concrétisée du Centre belge de la bande dessinée, sis dans les anciens magasins Waucquez, construits en 1906 sur les plans de Victor Horta.
Entre 1981 et 1988, la maison est restaurée avec soin par les architectes Jean-Jacques Boucau et Xavier de Pierpont et une galerie d’art aménagée en sous-sol, tandis que les sgraffites sont restaurés d’une manière remarquable par les restaurateurs de peinture Marc Henricot et Walter Schudel(1981).

## Un musée bruxellois
La Maison Cauchie fait partie des musées bruxellois, elle est accessible au public les samedis ou sur rendez-vous pour les groupes. Le rez-de-chaussée, orné de nombreux sgraffites et panneaux décorés, œuvres de Lina et Paul Cauchie a fait l'objet d'une restauration et contient encore du mobilier d'origine. Au sous-sol, on découvre l'atelier de l'artiste, agrémenté de photos, documents et tableaux.

## Galerie

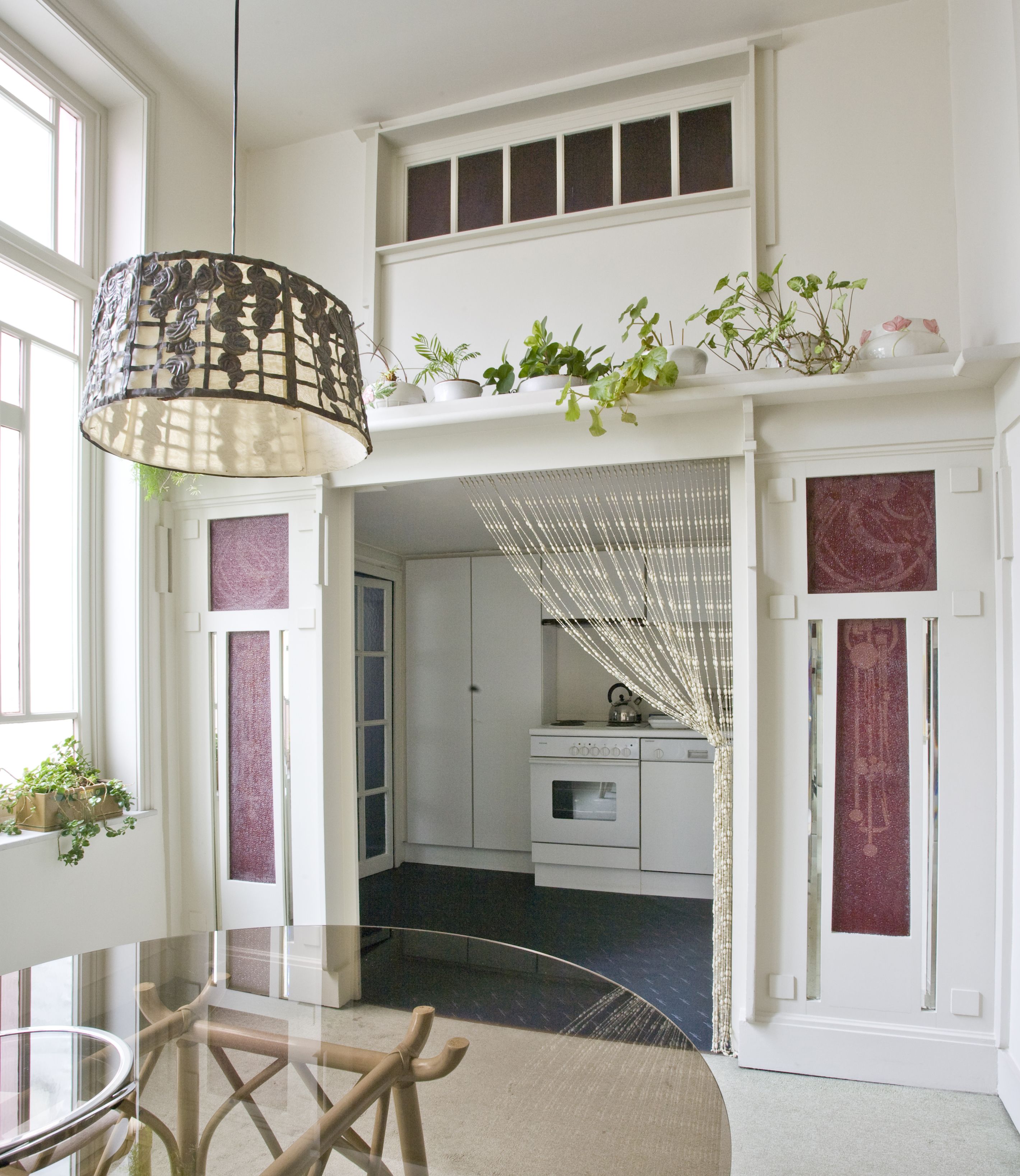
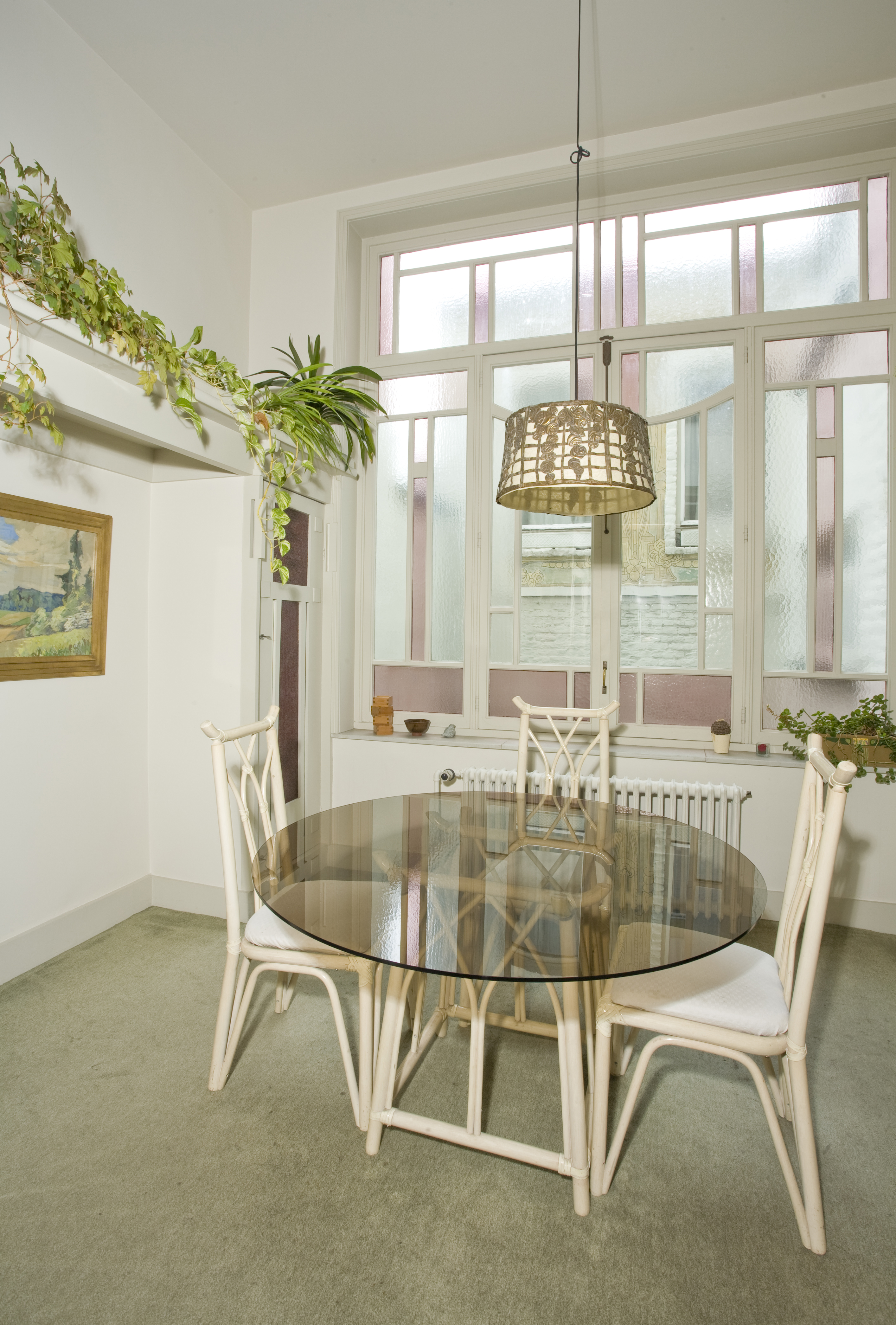
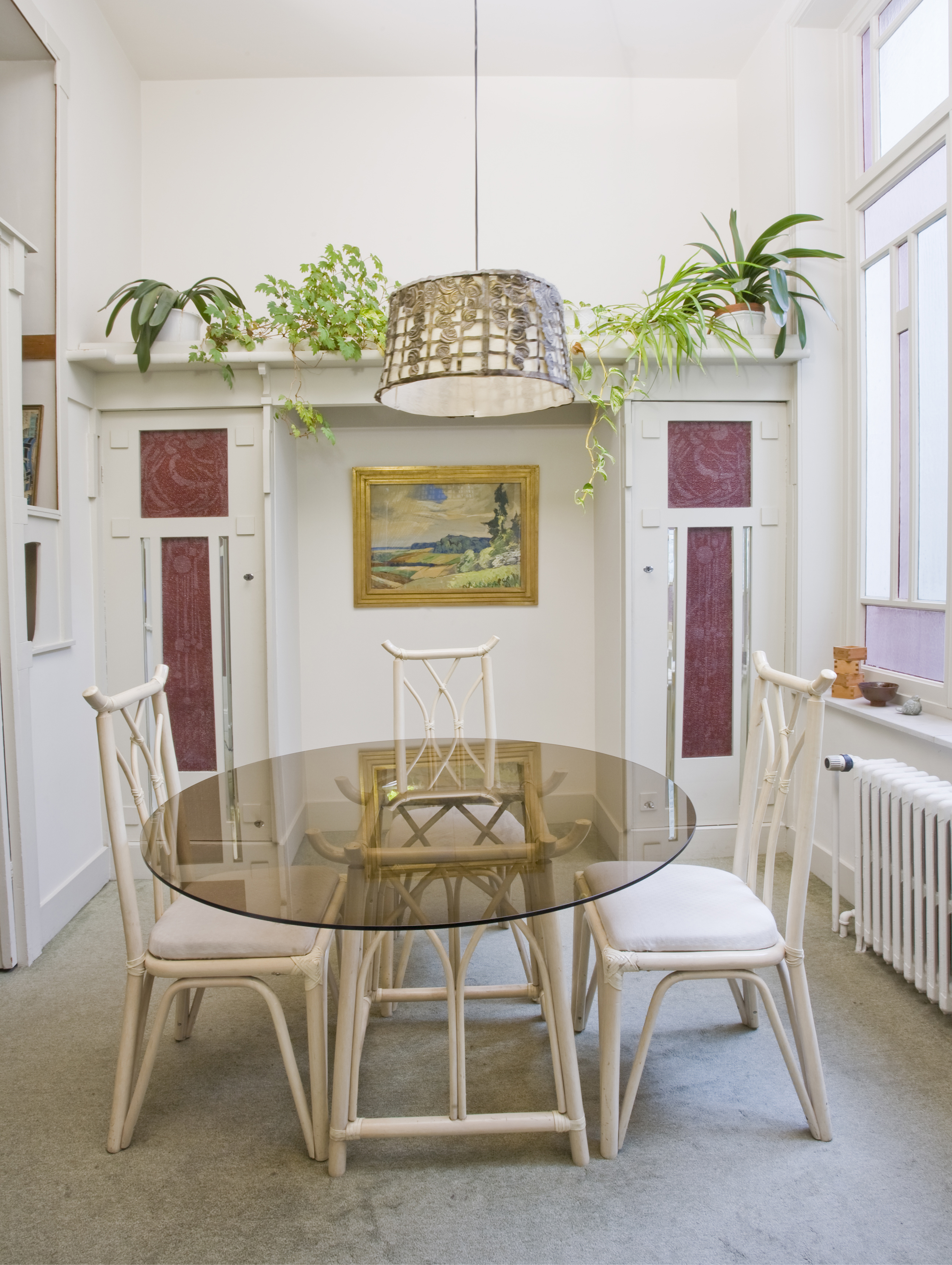
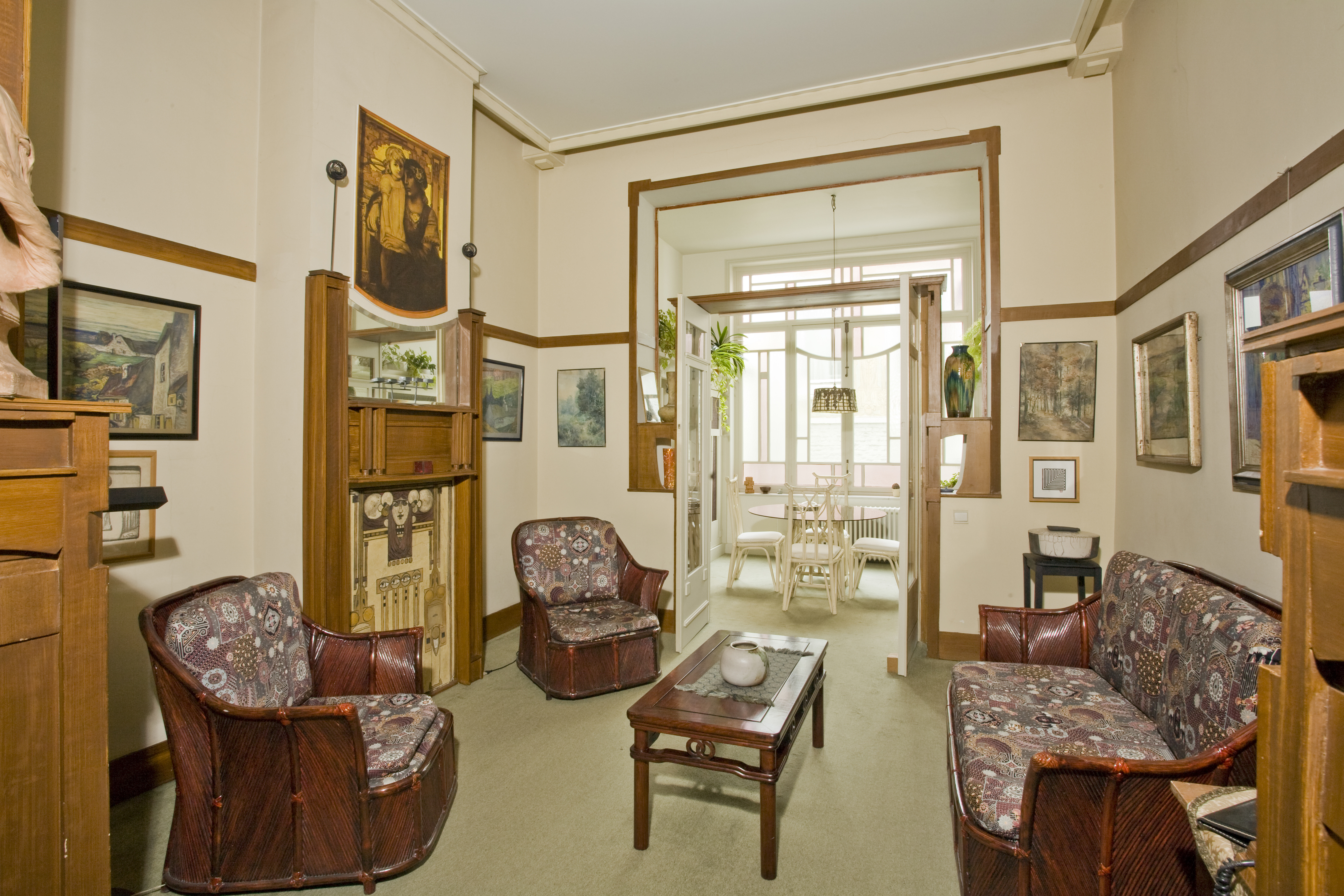
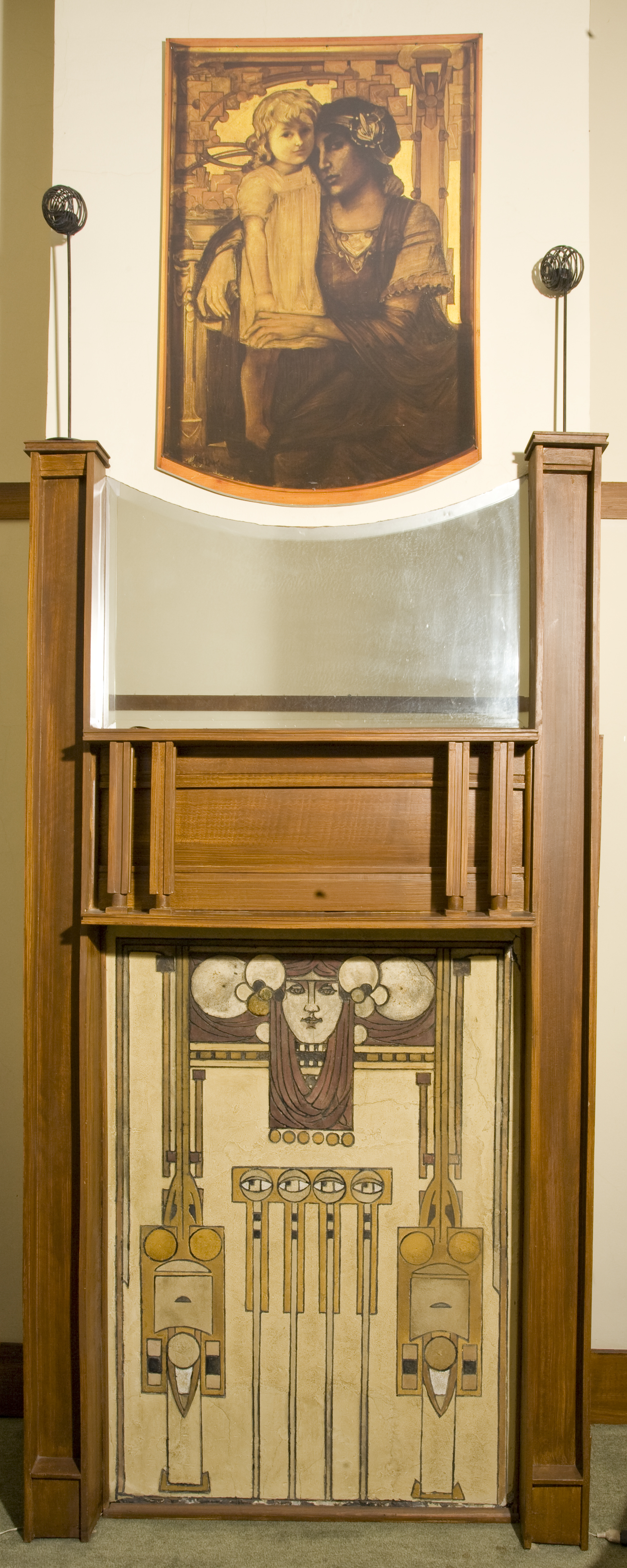

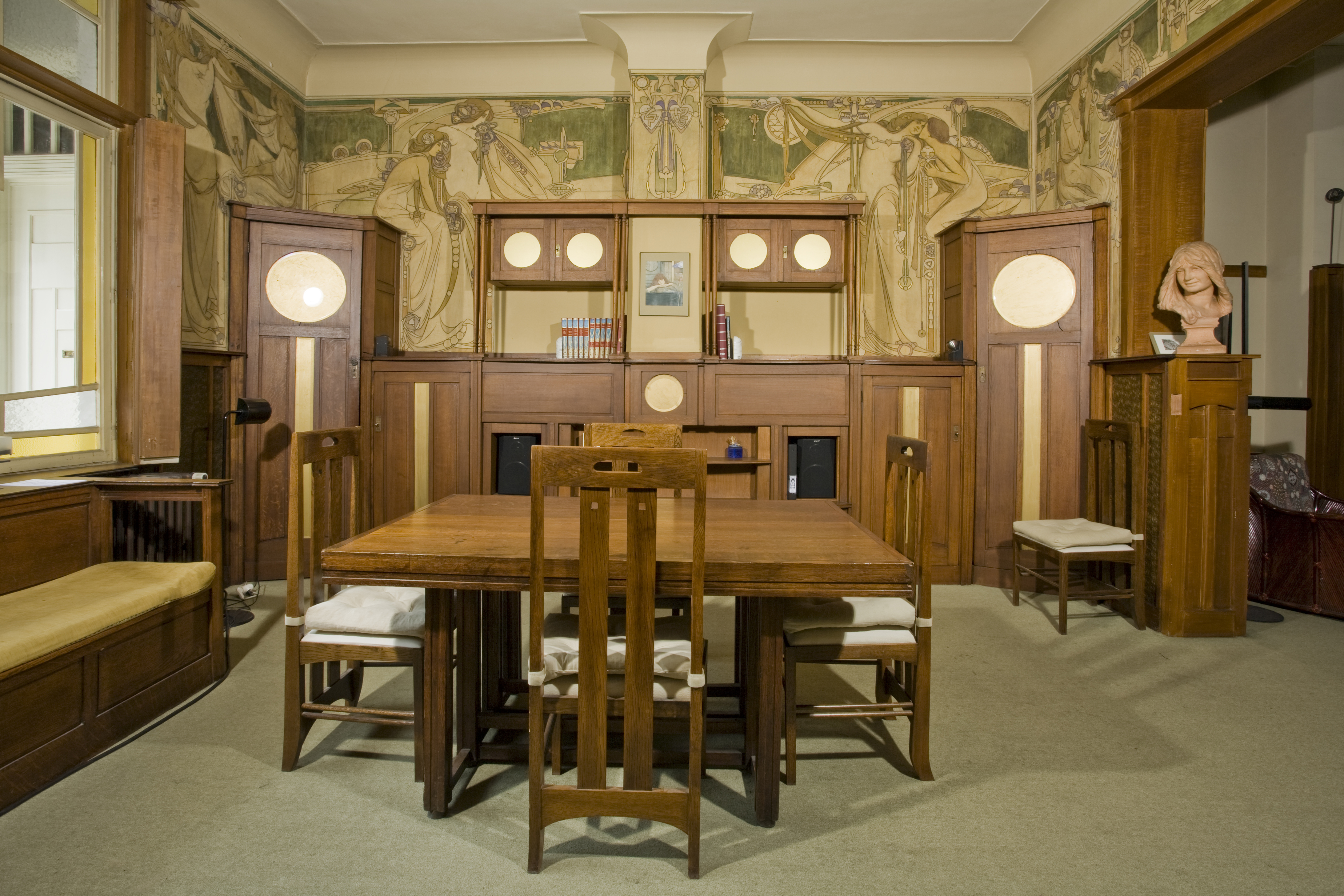
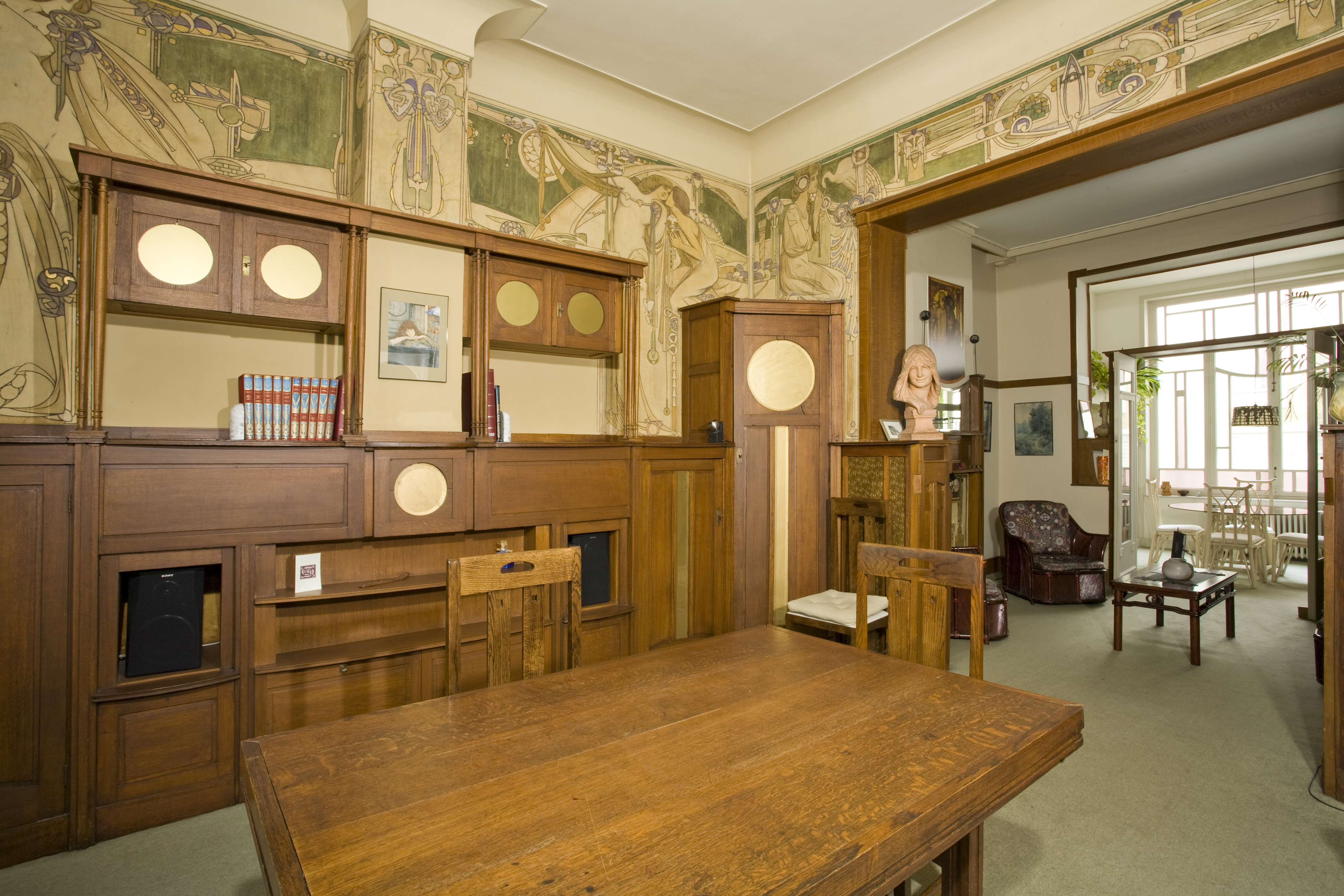
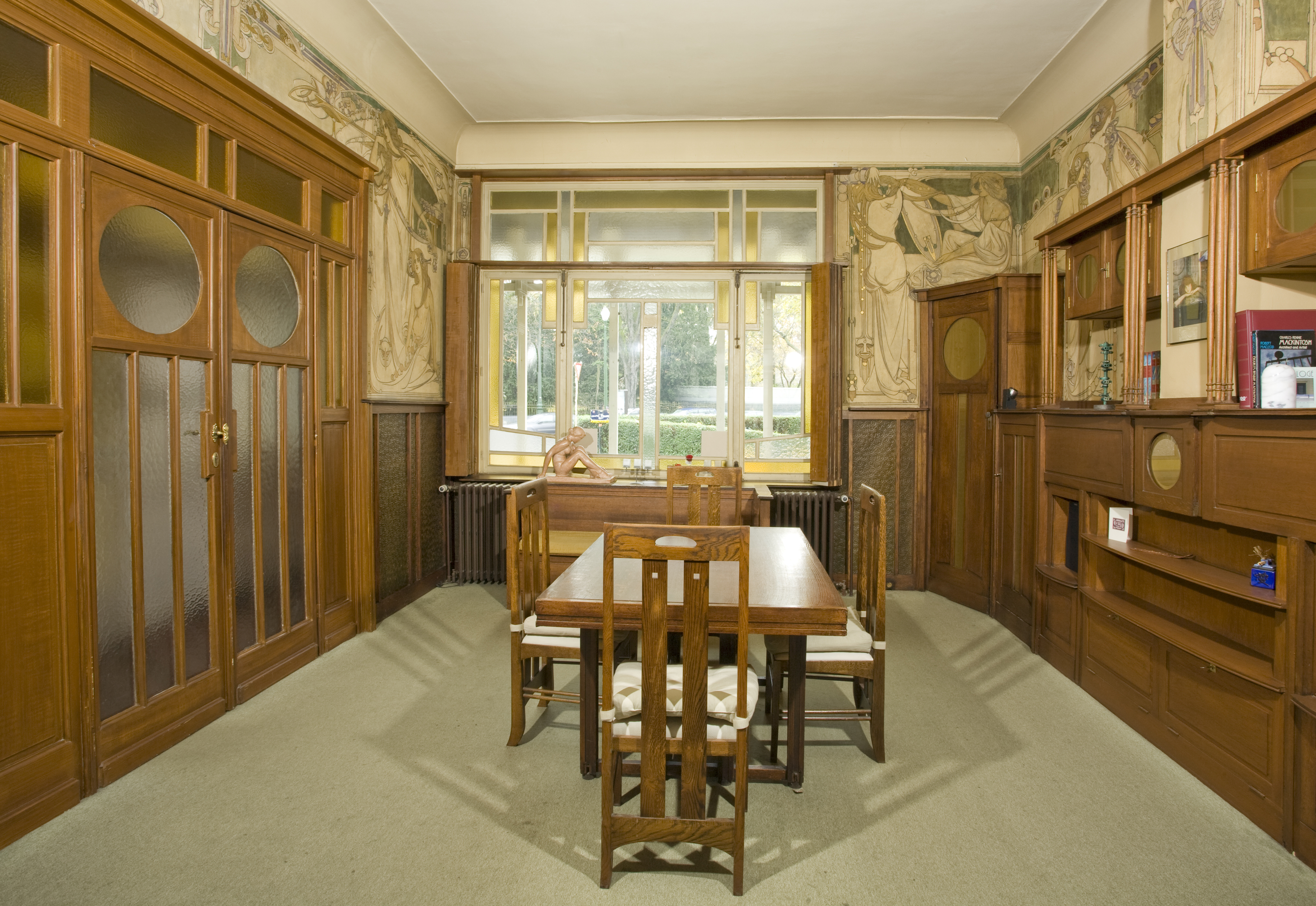
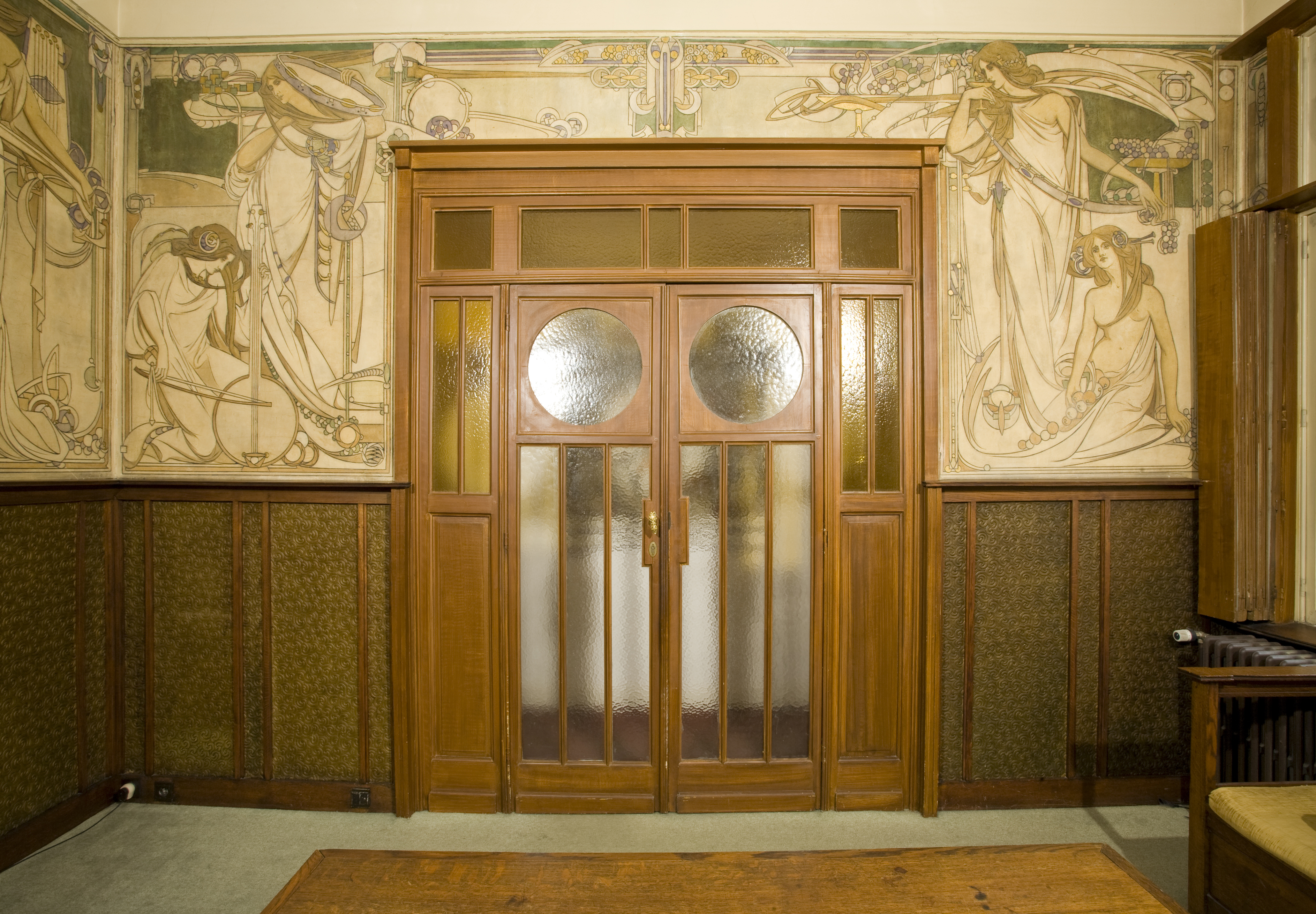
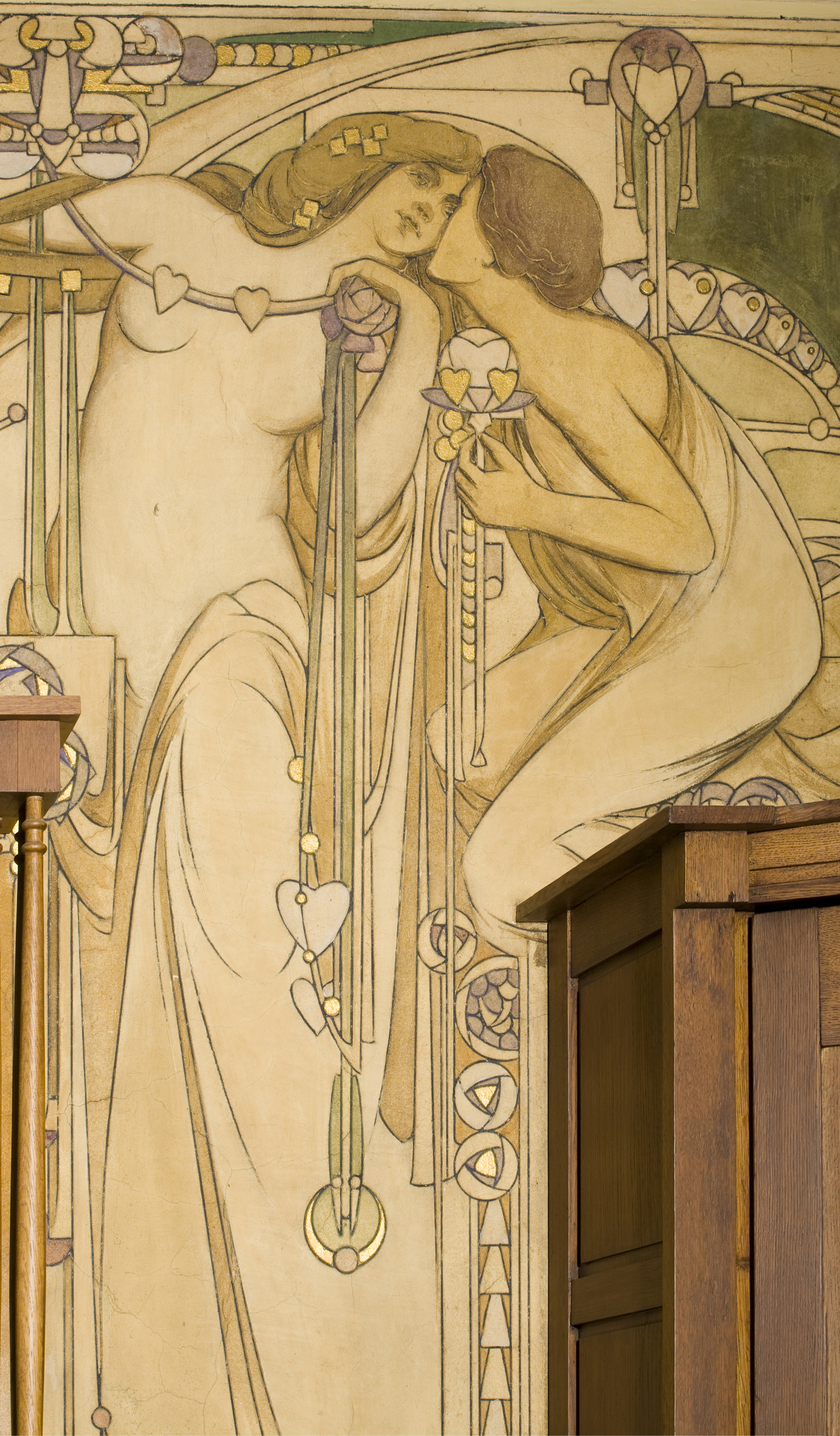

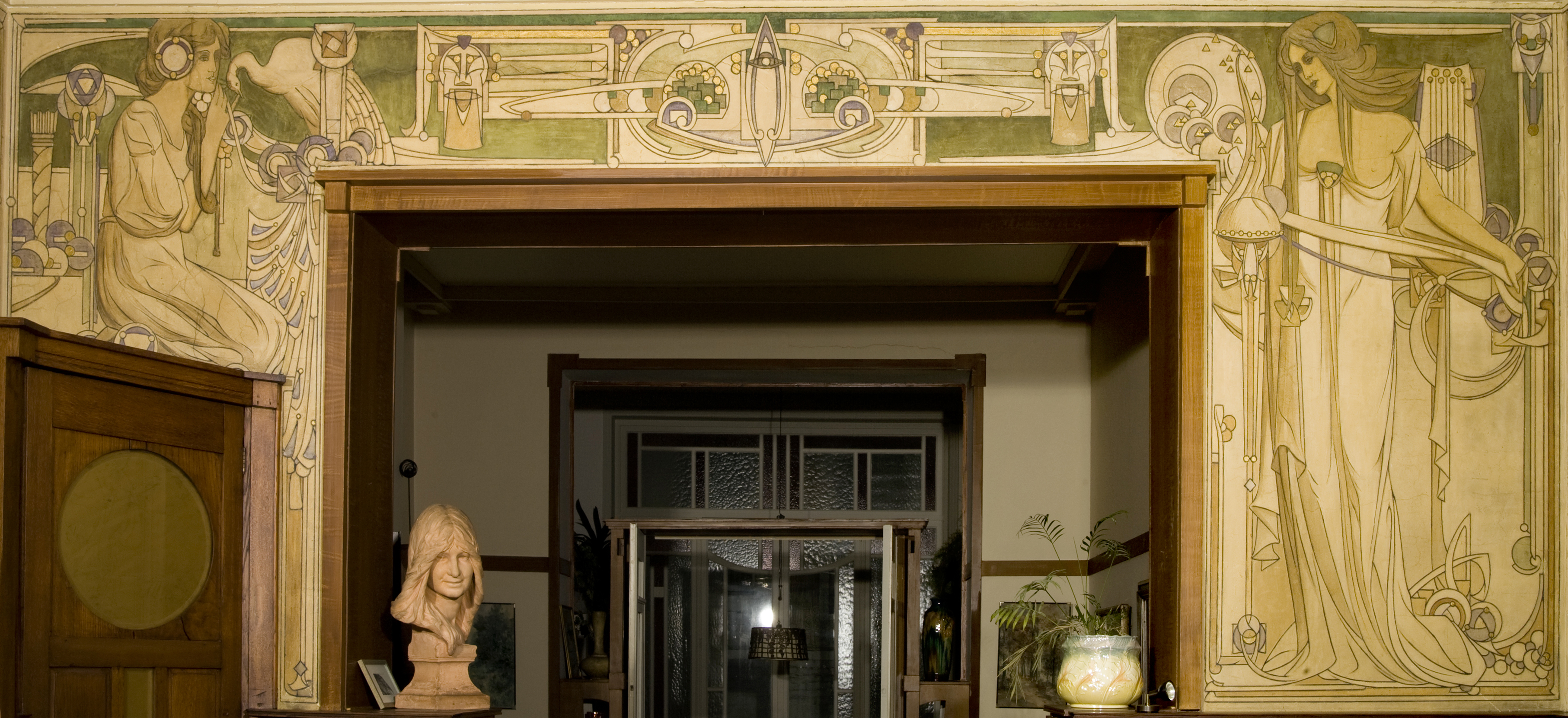
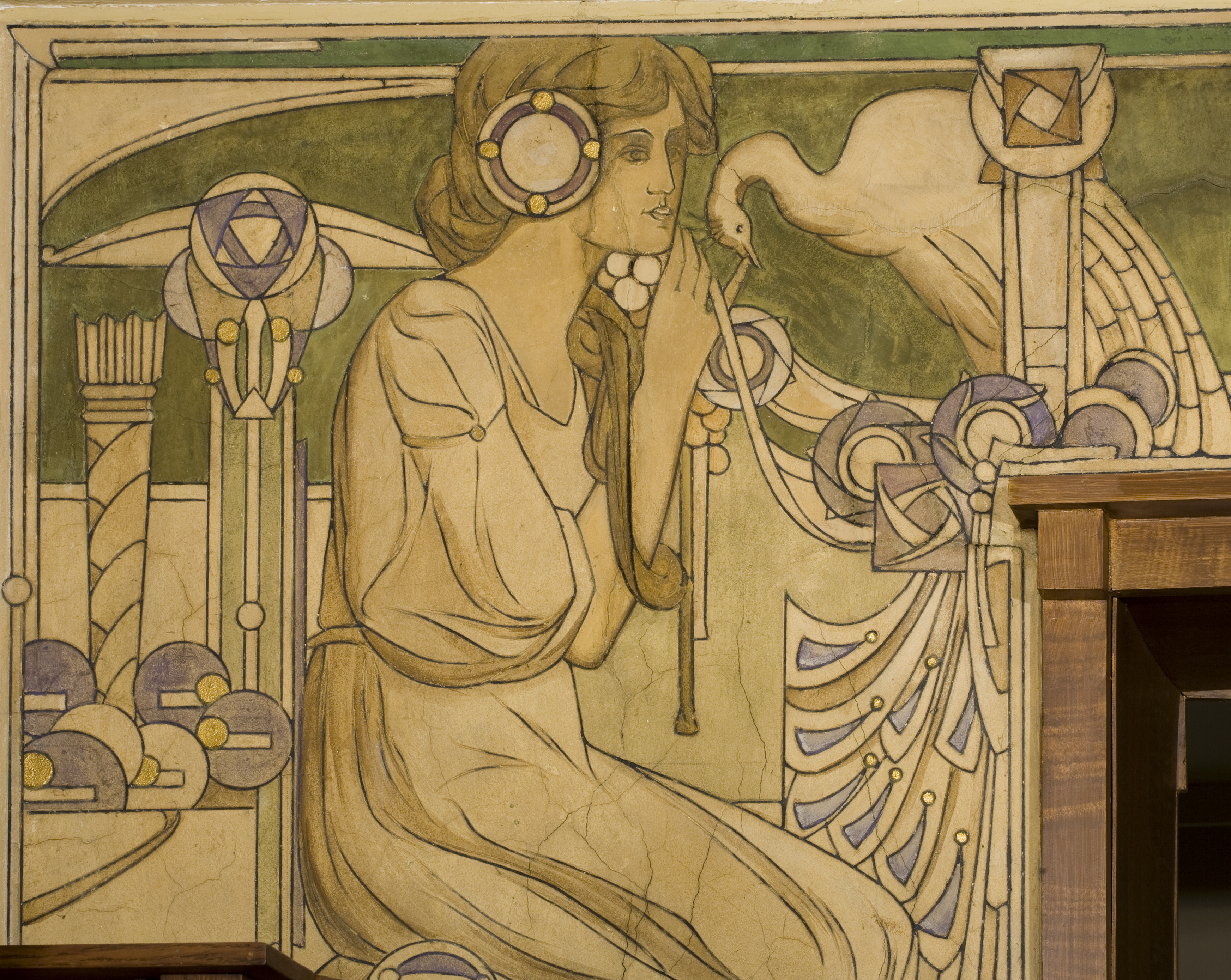
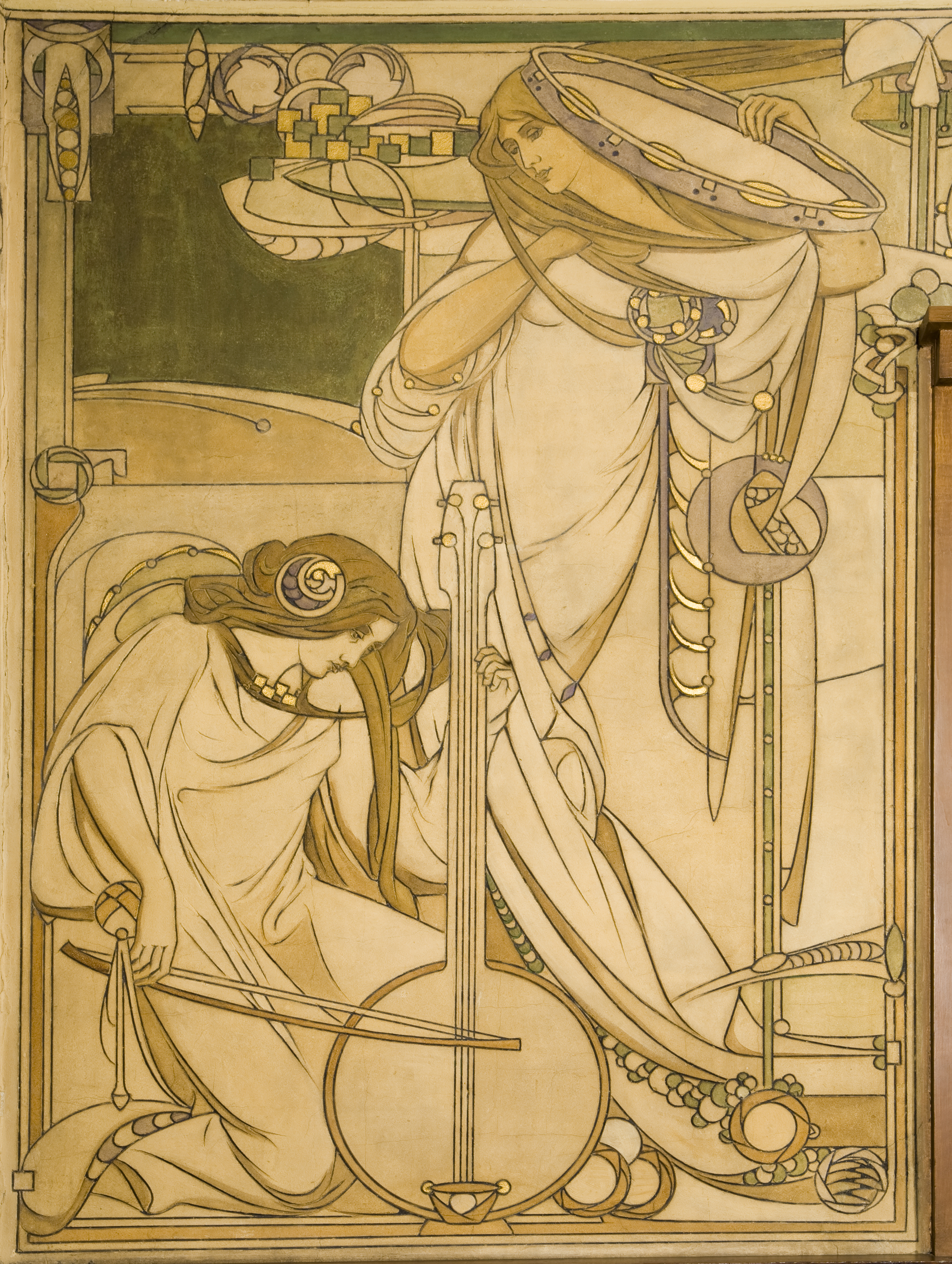
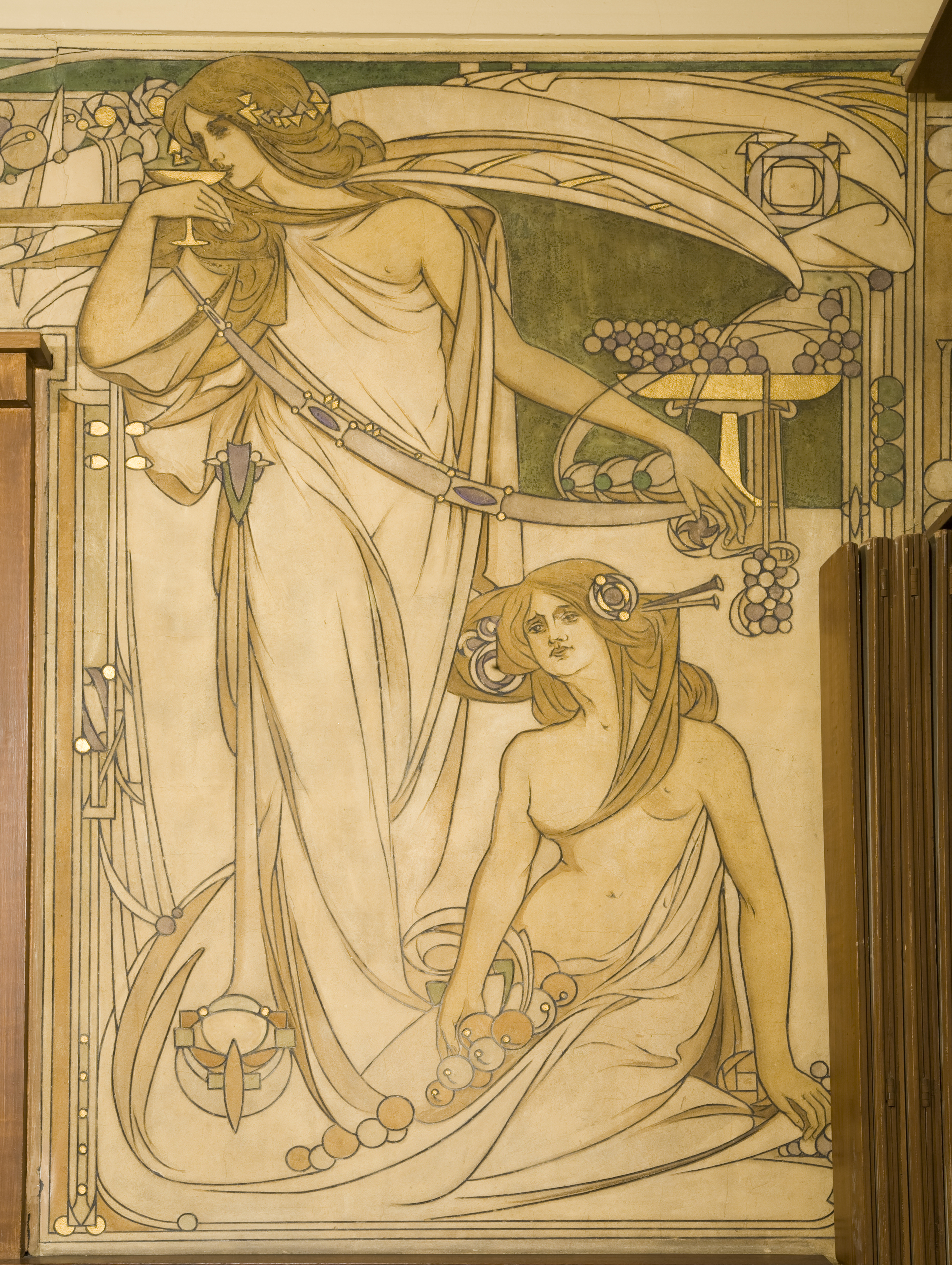
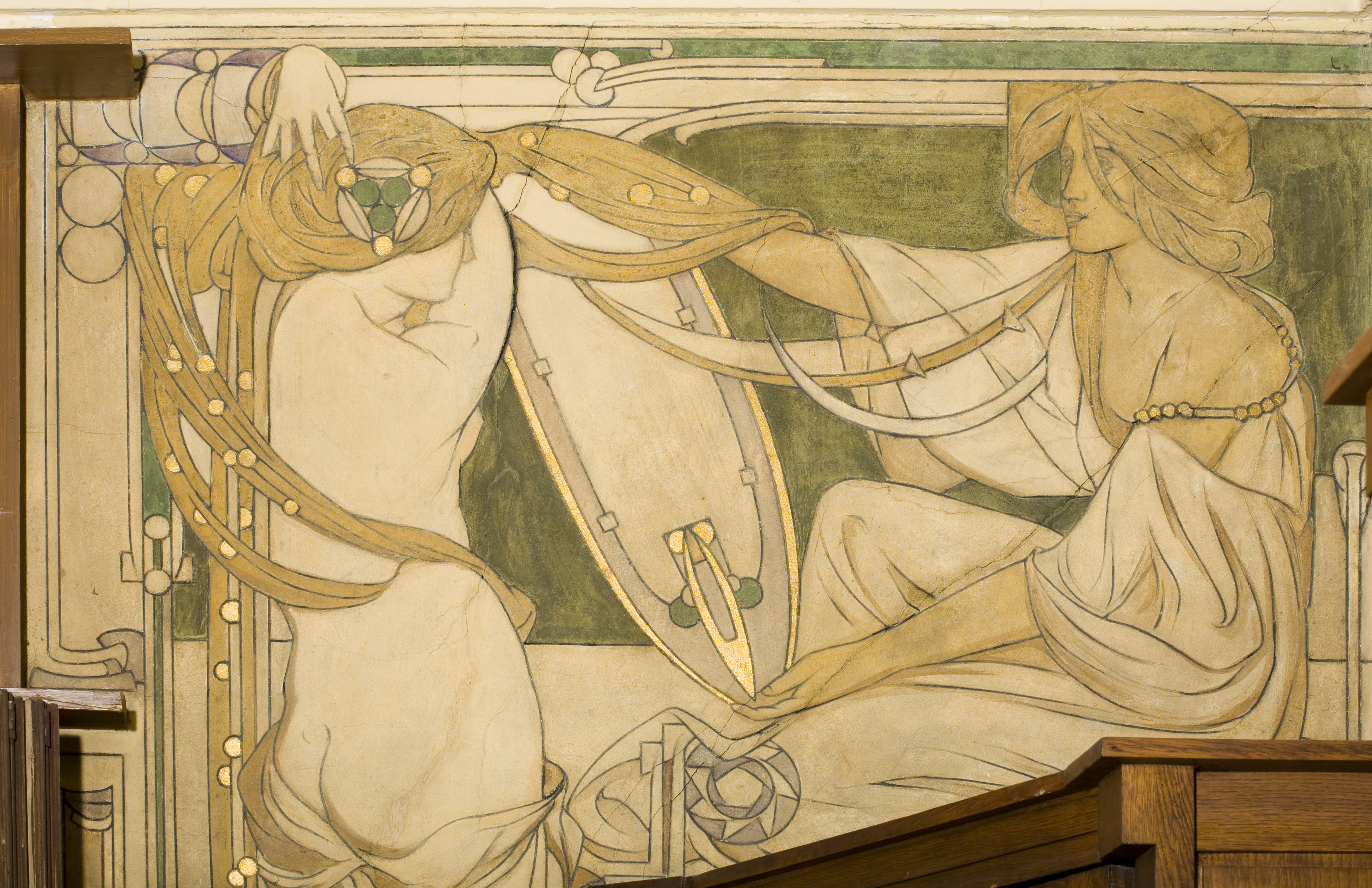
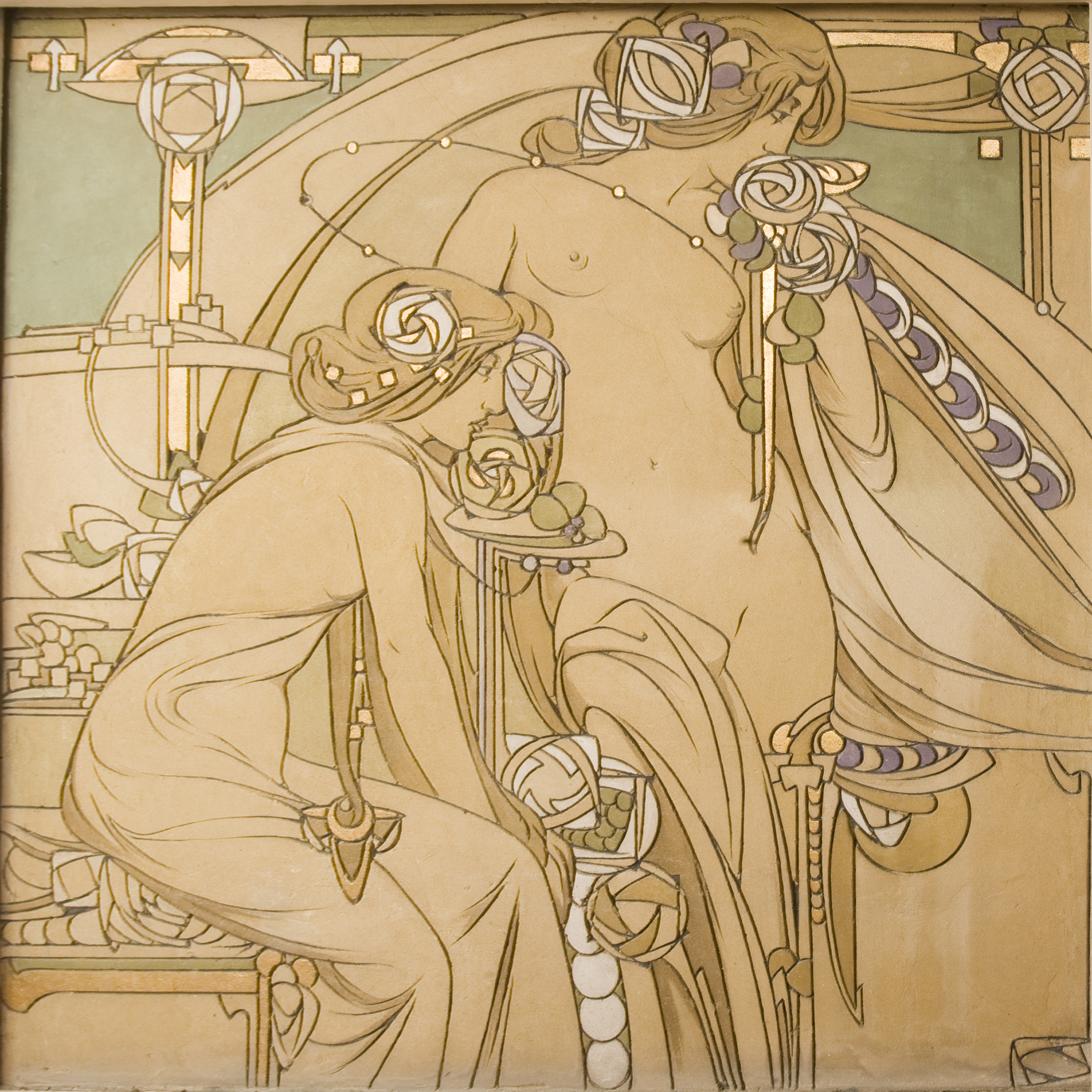
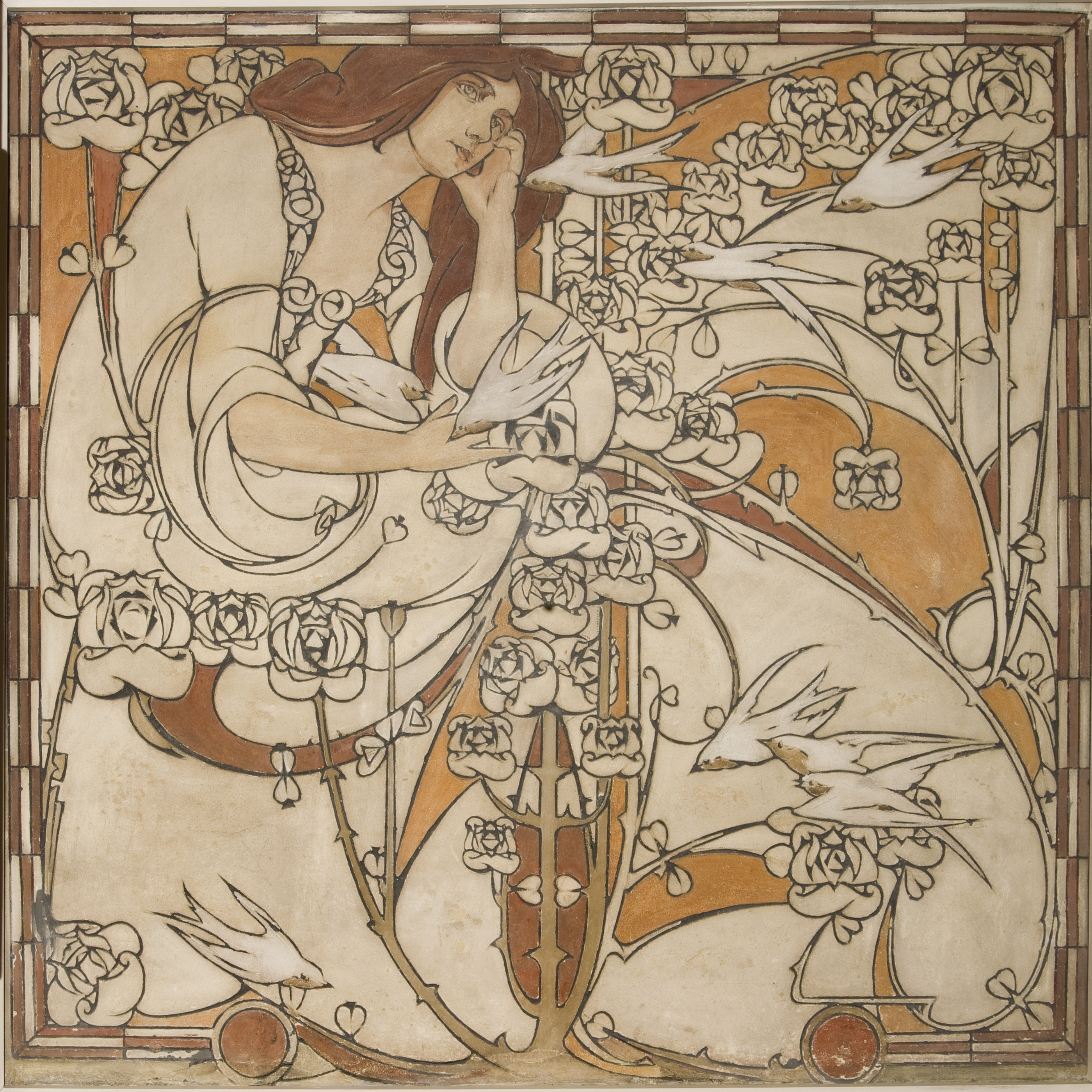

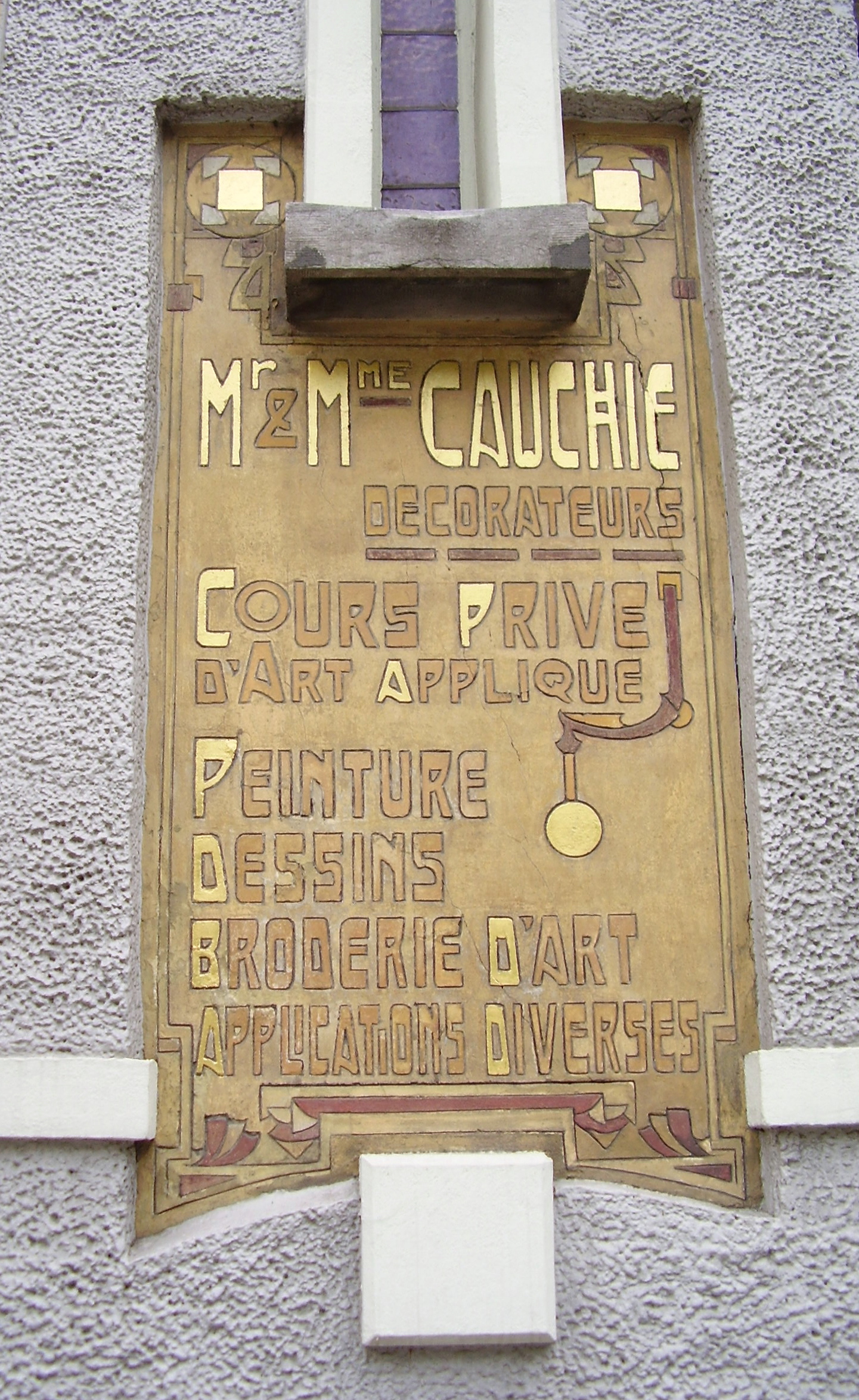
Détail rez-de-chaussée, gauche.
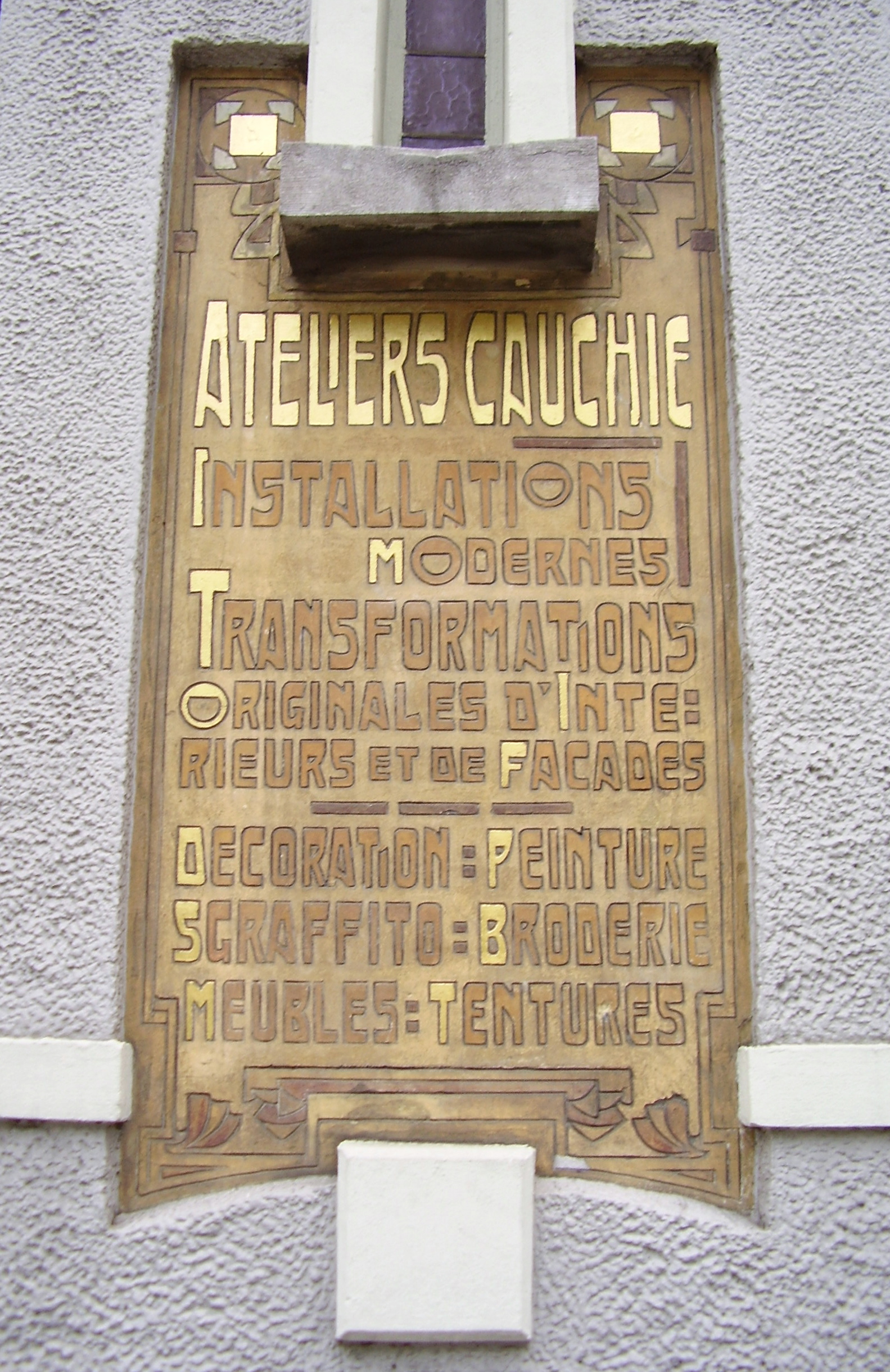
Détail rez-de-chaussée, droite.
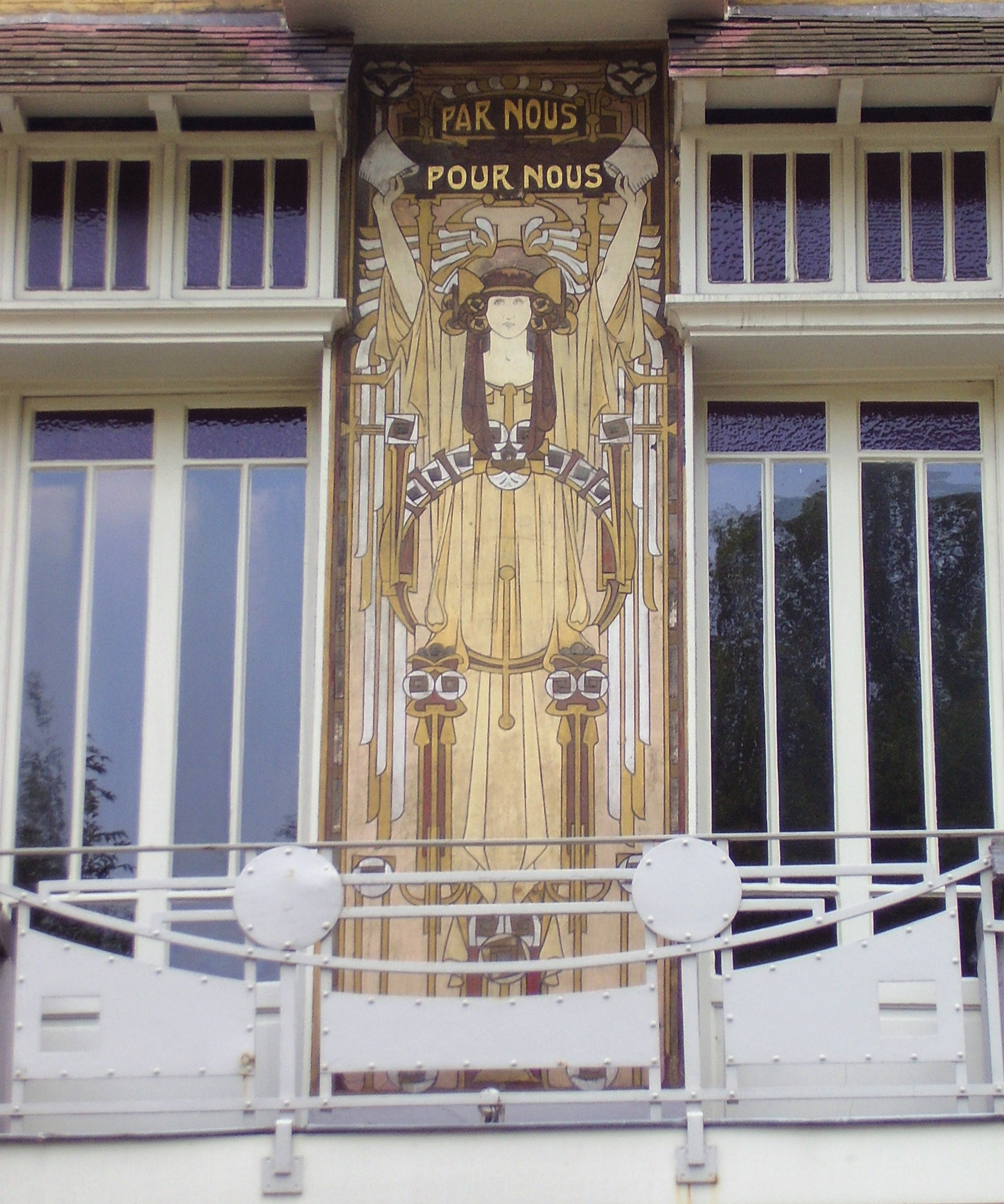
Détail 1er étage.
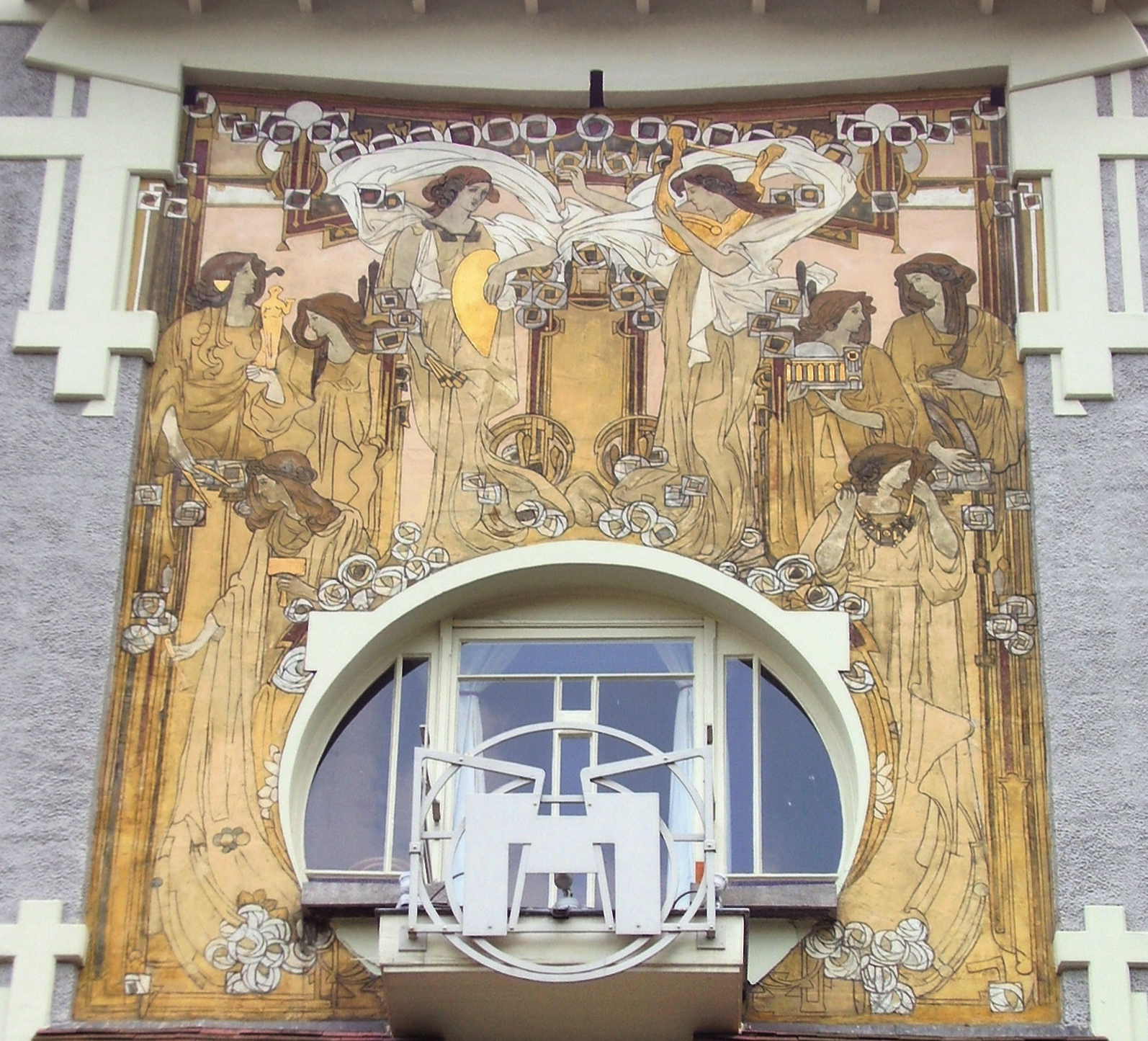
Détail 2e étage.
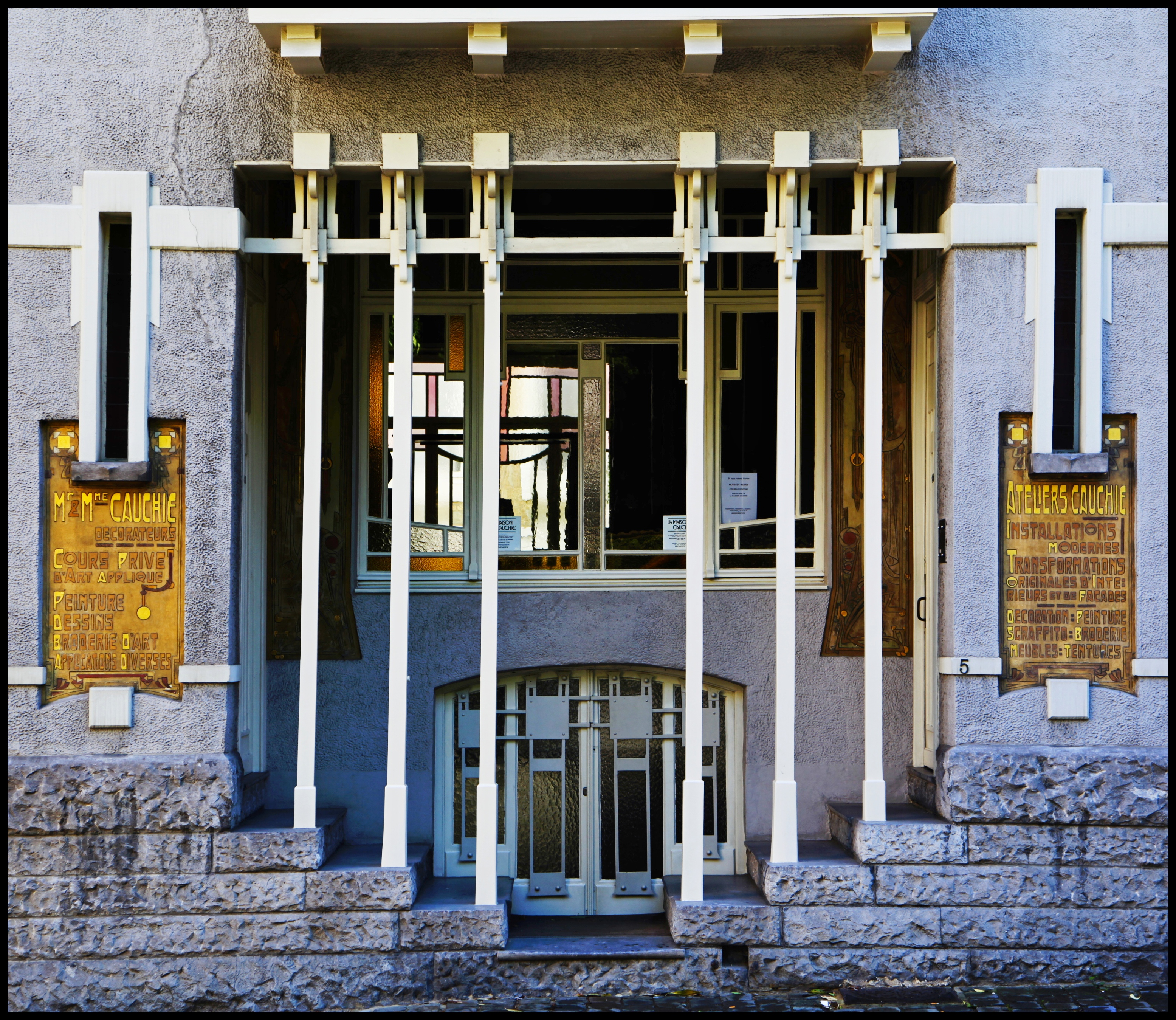
Détail de l'entrée.